# 安藤ありさ
安藤 ありさ（あんどう ありさ、1961年3月5日 - ）は、日本の元女性声優。

## 略歴
東京都国立市に生まれる。父は生命保険会社に勤めていたサラリーマン。高校2年生のときに見た再放送の『侍ジャイアンツ』『宇宙戦艦ヤマト』でアニメに夢中になり、声優を志願。東京都立国分寺高等学校後の大学浪人を1年した後、1980年に俳協付属養成所に入所。10期生。同期には平松広和、平野義和ら。養成所時代には顔出しビデオの仕事をした。養成所卒業後はNPSアクターズゼミナールで学び、俳協付属養成所講師だった手塚敏夫主宰の劇団「-劇舎(SHIBAIYA)-燐」にも参加。初仕事は教材用テープの女の子役。アニメデビュー作は、声優志望者による自主運営の勉強会ボイスアーツ在籍中の1983年、テレビアニメ『プラレス3四郎』のヒロイン、吹雪今日子役となる。原作を出版する秋田書店の『マイアニメ』誌ではエッセイを連載した。高校卒業時にはアニメ制作の仕事に携わろうとアニメ専門学校への進学を考え、アニメ声優としてデビューした後もセル画に彩色する仕上げのアルバイトをしていたという。
NPSテアトル、アーツビジョンを経て81プロデュースへ移籍、その後に引退した。

## 人物・エピソード
姉がいる。
趣味はレコード鑑賞と詩の創作、ピクチャーロジック。前述の『マイアニメ』連載エッセイ「声がどこかではばたいてるよ」でも何度か自作の詩を披露した。
『宇宙戦艦ヤマト』の大ファンであり、声優デビュー前の1980年、アニメ映画『ヤマトよ永遠に』公開記念の詩の一般公募に自作の詩4編を応募。そのうち1編が8千通の応募の中から選ばれ、同年より放送されたテレビアニメ『宇宙戦艦ヤマトIII』のエンディング主題歌「ヤマトよ永遠に」（歌：ささきいさお）として採用された。もう1人の入選作のエンディング「別離」が山口洋子による直しが入ってるのに対してほとんど直しもなかったという。補作詩のクレジットもない。

## 後任
安藤の引退後、持ち役を引き継いだのは以下の通り。
- 長沢美樹 - （『それいけ!アンパンマン』：オニオンおに役）
- 嶋方淳子 - （『それいけ!アンパンマン』：きりまる役）
- 今井由香 - （『それいけ!アンパンマン』：スポンジマン役）

## 出演

### テレビアニメ
1983年
- プラレス3四郎（1983年 - 1984年、今日子）

1984年
- 北斗の拳（アイリ）
- 超時空騎団サザンクロス（ヴィーア、ミゲア、シモーヌ）
- ふしぎなコアラブリンキー（サンディー）

1985年
- 六三四の剣（杉子）

1986年
- ハイスクール!奇面組（子役締ひろ）
- ドラえもん（テレビ朝日版第1期）（女の子B）

1987年
- きまぐれオレンジ☆ロード（女子生徒、母親）

1988年
- それいけ!アンパンマン（オニオンおに〈初代〉、スポンジマン〈初代〉、きりまる〈2代目〉）

1989年
- 青いブリンク（メイド）

1990年
- 鴉天狗カブト（夜叉姫）

1991年
- おちゃめなふたご クレア学院物語（ケティ）
- ハイスクールミステリー学園七不思議（OL、田島しのぶ）
- 魔法使いサリー（陽平の母）
- 横山光輝 三国志（何皇后）

1992年
- 風の中の少女 金髪のジェニー（ナンシー）
- フランダースの犬 ぼくのパトラッシュ（主婦A）

1994年
- 美少女戦士セーラームーンR（ギワーク）
- ゴールFH（飛鳥井剛志〈少年時代〉）

1995年
- あずきちゃん（勇之助の母〈初代〉）
- ヤンボウ ニンボウ トンボウ（カラスの母）

1996年
- 爆走兄弟レッツ&ゴー!!（R）

2000年
- ブギーポップは笑わない Boogiepop Phantom（女教師）

### OVA
1985年
- 戦え!!イクサー1（セピア）

1986年
- 黒猫館（鮎川亜理沙）
- トゥインクルハート 銀河系までとどかない（クラスメート）

1988年
- 孔雀王（阿修羅）
- バイオレンスジャック 地獄街（アイラ）
- 魔界都市〈新宿〉（女店員）
- レイナ剣狼伝説（吉田京子）

1990年
- サーキットの狼II モデナの剣（吉永愛子）
- 花のあすか組!（あかね）

1991年
- 一本包丁満太郎（母A）
- けっこう仮面（高橋真弓）
- スパイダーマン（ファイヤースター）
- 聖伝-RG VEDA-（乾闥婆王）
- 魔宮戦場（ロサ）

1992年
- 永遠のフィレーナ（フィレーナ）
- ハロー張りネズミ（遠山さよ子）
- D-1 DEVASTATOR（オペレーター）

1993年
- ジョジョの奇妙な冒険（空条ホリィ）
- 紅狼（鷲尾瑞穂）

1994年
- 同級生 夏の終わりに（斎藤真子）

1995年
- ミネルバの剣士（ヒルダ）
- 真・女神転生 東京黙示録（百合子）

1996年
- ドクターかめかめ（まくら）

1998年
- 魔界転生（お蝶）

### 劇場アニメ
- 北斗の拳（1986年、アイリ[19]）
- 妖獣都市（1987年、ソープ嬢[20]）

### ゲーム
- ホーンドアウル（1995年、ケイト）
- ソニックウィングス アサルト（1998年、グリンダ[21]）

### ドラマCD
- 花のあすか組!（紅）
- サンダーバード秘密基地セット（1992年、ロンドンタワー場内アナウンス）

### 吹き替え

#### 映画
- 初体験/リッジモント・ハイ ※フジテレビ版
- 龍拳（モゥンラン〈ノラ・ミャオ〉[22]）

#### アニメ
- X-MEN（ルクル）
- ザ・シンプソンズ（テリー、シェリー、シーシー）※シーズン14まで
- ザ・シンプソンズ MOVIE（コリン）※オリジナル版
- スパイダーマン&アメイジング・フレンズ（ファイアスター）※ビデオ版
- チップとデールの大作戦（シェリフ）※新録版

### ナレーション
- NNNニュースプラス1（日本テレビ）

### CM
- 日本航空「JAL STORY」
- ヤマト運輸「宅急便 小笠原サービス開始篇」